# Mouvement d'action civique

Emblème du Mac.

Le Mouvement d’action civique est une organisation belge d'extrême droite active de 1960 à 1962.

## Historique
Issu du Comité d'action et de défense des Belges d'Afrique (CADBA), le Mouvement d'action civique (Mac) est fondé en septembre 1960. Il est singularisé par son procolonialisme et promeut l'édification d'une communauté politique européenne s'étendant de la Norvège à l'Afrique du Sud, sous la forme d'un État à dimensions intercontinentales et jacobin. Dans son optique procoloniale, le Mac apporte un appui logistique à l'Organisation armée secrète (OAS), spécialisée dans les actions terroriste afin de défendre l'Algérie française. Le Mac adopte pour emblème la croix celtique. Ce mouvement est réputé pour ses actions commandos contre ses adversaires. Pour les élections législatives belges de 1961, il va tenter, sans succès, de réunir les diverses formations d'extrême droite et d'ultra-droite de l'époque (Parti national, Parti indépendant, Parti social-indépendant, Rassemblement national...) au sein d'une seule formation politique. Après des conflits internes, déjà symptôme de l'extrême droite belge francophone de l'époque, le Mac disparut en septembre 1962.
Il donne directement naissance à Jeune Europe, une nouvelle organisation qui marquera les années 1960 et sera singularisée par son dirigeant Jean Thiriart, ancien du CADBA, du Mac et futur théoricien du « communautarisme européen », un nationalisme européen préconisant une alliance avec le tiers-monde contre les États-Unis. L'ancien « économiste » du Mac, Henri Moreau, rejoindra pour sa part bien plus tard le Front national belge de Daniel Féret, après sa création en 1985.